# 太源畲族乡
太源畲族乡是中华人民共和国江西省上饶市铅山县下辖的一个民族乡。

## 行政区划
太源畲族乡下辖以下村级行政区划单位：
太源村、畲族村、马鞍村和西坑村。

## 中国传统村落
2013年8月，查家岭被评为第二批中国传统村落。